# Gustav Eriksson Vasa
Den här artikeln handlar om den svenske prinsen som var son till Erik XIV och Karin Månsdotter. För hans farfar, den svenske kungen med samma namn, se Gustav Vasa.
Gustav Eriksson Vasa den yngre, född 28 januari 1568, död i februari 1607 i Kasjin i Ryssland, var en svensk prins, legitimerad son till kung Erik XIV och Karin Månsdotter samt sonson till Gustav Vasa. 
Efter faderns avsättning 1568 hölls Gustav fängslad med familjen, men 1575 förvisades han av sin farbror Johan III, som fruktade att den avsatte kungens anhängare skulle resa honom som tronpretendent. De följande åren tillbringade han i landsflykt i Polen, Tysk-romerska riket och Ryssland, där han konverterade till katolicismen och upprepade gånger utnyttjades i internationella maktspel av bland andra Ivan IV och Boris Godunov. Han tackade bland annat nej till ett erbjudande om äktenskap med Godunovs dotter Xenia Borisovna och ett vasallkungarike över Estland och Livland.
Sina sista år tillbringade Gustav i Kasjin, där han ägnade sig åt alkemi. Han avled utfattig och begravdes utanför staden, men graven återfanns 1610 av fältmarskalken Jakob De la Gardie.

## Biografi
Gustav föddes utanför äktenskapet, men legitimerades genom föräldrarnas giftermål. Han placerades liksom sin syster under deras franska guvernant Johanna d'Herbovilles vård. De levde initialt med föräldrarna i fängelset efter faderns avsättning, men avlägsnades 1573. Kung Johan III fruktade att den avsatte Erik XIV:s anhängare i Sverige skulle använda sig av Gustav för att kunna verkställa sina återinsättningsplaner, varför Gustav 1575 sändes i landsflykt. För att använda hans egna ord till sin son, kung Sigismund i Polen, var Johan angelägen att "icke låta fjädrarne på den fågeln [det vill säga Gustav] bliva för långa".
Under de närmast följande åren levde han i nöd och fattigdom i Polen där han ska ha studerat vid de av jesuiter ledda bildningsanstalterna i Braunsberg, Thorn och Vilnius och vid någon av dem ha övergått till katolska läran.
Gustav blev tidigt mot sin vilja använd i politiska intriger. En sådan utgick från svenska sammansvurna i Frankrike, en annan från tsar Ivan IV, som i förbindelse med Johan III:s sändebud i Polen, Anders Lorich, försökte förmå Gustav att ställa upp som svensk tronpretendent. Tsarens död 1584 omintetgjorde planen och Lorich blev samma år avrättad i Sverige. 1585 diskuterades i svenska riksrådet frågan huruvida man inte borde låta mörda Gustav.
År 1586 ska han ha varit i Rom, men sedan ha varit bosatt dels i Mähren, dels i Schlesien under kejsar Rudolf II:s beskydd. Sin önskan att få återse sin mor Karin Månsdotter fick han först uppfylld 1596, då de möttes i Reval. De ska då ha haft svårt att tala med varandra, då Gustav glömt nästan all svenska. Då bodde Gustav sedan en tid i Thorn igen.

### Ryssland
År 1600 lämnade han den staden för att bege sig till Ryssland, vars dåvarande tsar Boris Godunov, liksom tidigare Ivan IV ville använda honom som redskap för politiska intriger. Tsarens avsikt var att använda Gustav som ett redskap mot farbrodern Karl IX i Sverige. Boris fabricerade till och med ett hotfullt brev från Gustav till kung Karl, vilket han lät cirkulera i avskrift i Estland och Livland – de två länder han ville åt. Boris erbjöd sin landsflyktige gäst befälet över ryska trupper för att fördriva svenskar och polacker från Östersjöprovinserna. Som belöning skulle Gustav bli rysk vasallkung över Estland och Livland och få gifta sig med tsarens enda dotter Xenia – förutsatt att han konverterade till den ortodoxa tron. Den landsflyktige prinsen vägrade dock att gå med på det.
Trots detta utlovade Boris frihet åt Gustav, men prinsens situation blev ändå svår. Tsaren gjorde det klart för honom att han hade fallit i onåd, och när Gustav begärde att få lämna Ryssland höll Boris hans hus under bevakning. Med tiden mildrades dock tsarens attityd något, och han gav Gustav en liten utfattig stad nära Moskva som förläning. Där ägnade sig Gustav åt alkemistiska studier och experiment. Hans kunskaper inom kemi var betydande för den tiden, och han åtnjöt stor respekt bland lärda i Tyskland och Polen. Politisk ärelystnad saknade han dock.
Gustav gick inte heller med på försök av Boris efterträdare Dimitrij att använda honom som politiskt verktyg. Ett år efter den senares fall i februari 1607 avled Gustav Eriksson Vasa i den lilla staden Kasjin i mellersta Ryssland.
Den ryske tsaren Vasilij IV av Ryssland skickade pengar till Gustavs begravning, men stadens kommendant behöll pengarna för sig själv. Detta ledde till att Gustav begravdes en bit utanför staden i en björklund.
Under den Stora oredan i Ryssland tågade i mars 1610 en svensk armé under Jakob De la Gardie in i Moskva, ända in i Kreml där tsaren Vasilij IV tog emot honom. De la Gardie begav sig därefter till häst de få milen till Kasjin, där han efter lite letande lyckades hitta Gustavs grav som då var övervuxen och vanvårdad. Så vitt man vet var detta det första svenska besöket vid graven, och troligen även det sista.

### Skrönan om Gustavs giftermål
Enligt äldre men numera avfärdade uppgifter ska Gustav ha varit gift, eller i alla fall fått barn, med en Brita Karth, en uppgift som härstammar från den kände historieförfalskaren Adolf Ludvig Stierneld (1755–1835) och senare vederlagts av ett flertal historiker. Stierneld hade särskilt intresse av att försöka belägga Brita Karths existens då hans egen släkt ansågs stamma från hennes och Gustavs barn.

## Porträttet på Gripsholm
Något autentiskt porträtt av prins Gustav finns veterligen inte. I Statens porträttsamling på Gripsholms slott finns ett porträtt av en man i halsjärn som tidigare ansetts föreställa honom. Den oriktiga attribueringen gjordes av Adolf Ludvig Stierneld under den tid han ordnade samlingarna på Gripsholm. Porträttet är målat av Abraham Wuchters och tillkommet åtskilliga år efter Gustavs levnad. Det inköptes från Polen av Stiernelds far Samuel Gustaf Stierneld och uppgavs då föreställa en slav. Sonen skänkte det under den nya tolkningen till Gustav III. Kring sekelskiftet 1900 utmönstrades det föregivna prinskonterfejet som ett fantasiporträtt.